# Citharacanthus livingstoni
Citharacanthus livingstoni is een spinnensoort uit Guatemala in de taxonomische indeling van de vogelspinnen (Theraphosidae).
Het dier behoort tot het geslacht Citharacanthus. De wetenschappelijke naam van de soort werd voor het eerst geldig gepubliceerd in 1996 door Günther Schmidt & Dirk Weinmann.